# Пайн-Левел (округ Отога, Алабама)
Пайн-Левел (англ. Pine Level) — переписна місцевість (CDP) в США, в окрузі Отога штату Алабама. Населення — 4885 осіб (2020).

## Географія
Пайн-Левел розташований за координатами 32°34′46″ пн. ш. 86°27′16″ зх. д. / 32.57944° пн. ш. 86.45444° зх. д. (32.579542, -86.454318).  За даними Бюро перепису населення США в 2010 році переписна місцевість мала площу 64,38 км², з яких 64,25 км² — суходіл та 0,13 км² — водойми.

## Демографія
Згідно з переписом 2010 року, у переписній місцевості мешкали 4183 особи в 1486 домогосподарствах у складі 1179 родин. Густота населення становила 65 осіб/км².  Було 1591 помешкання (25/км²).
Расовий склад населення:
| - 92,0 % — білих - 4,6 % — чорних або афроамериканців - 0,5 % — азіатів - 0,2 % — корінних американців - 0,1 % — вихідців з тихоокеанських островів |

До двох чи більше рас належало 1,9 %. Частка іспаномовних становила 1,7 % від усіх жителів.
За віковим діапазоном населення розподілялося таким чином: 28,5 % — особи молодші 18 років, 62,2 % — особи у віці 18—64 років, 9,3 % — особи у віці 65 років та старші. Медіана віку мешканця становила 34,9 року. На 100 осіб жіночої статі у переписній місцевості припадало 99,9 чоловіків;  на 100 жінок у віці від 18 років та старших — 99,5 чоловіків також старших 18 років.
Середній дохід на одне домашнє господарство  становив 64 400 доларів США (медіана — 56 125), а середній дохід на одну сім'ю — 73 513 долари (медіана — 72 702). За межею бідності перебувало 9,6 % осіб, у тому числі 15,1 % дітей у віці до 18 років та 20,0 % осіб у віці 65 років та старших.
Цивільне працевлаштоване населення становило 2179 осіб. Основні галузі зайнятості: освіта, охорона здоров'я та соціальна допомога — 20,6 %, виробництво — 17,6 %, транспорт — 13,0 %, фінанси, страхування та нерухомість — 12,8 %.